# Джонс, Харрис
Харрис Джонс (англ. Harris Johns, 1956 г., Западный Берлин) — немецкий продюсер и музыкант, известный по сотрудничеству с рядом известных рок-групп.

## Биография
Родился в семье американского военнослужащего, индейца по происхождению, проходившего службу в Германии и немки.
Трудовою деятельность Харрис начал ассистентом в студии «Hansa» в Западном Берлине.
В 1978 году Харрис основывает свою собственную студию звукозаписи, получившую название «Music-lab-Berlin».
Также является вокалистом/гитаристом в своей собственной спид-метал группе Charn, выпустившей один студийный альбом в 1994 году.

## Карьера

### Продюсер
- Grave Digger — Witch Hunter (1985) - сопродюсер
- Helloween — Walls of Jericho (1985)
- Angel Dust — Into the Dark Past (1986) - исполнительный продюсер
- Deathrow — Riders of Doom (1986)
- Exumer — Possessed by Fire (1986) - исполнительный продюсер
- Kreator — Pleasure to Kill (1986)
- Tankard — Zombie Attack (1986)
- Voivod — Cockroaches (1987)
- Voivod — Killing Technology (1987)
- Coroner — R.I.P. (1987)
- Deathrow — Raging Steel (1987)
- Kreator — Terrible Certainty (1987)
- Tankard — Chemical Invasion (1987)
- Turbo — Ostatni wojownik (1987)
- Vendetta — Go and Live ... Stay and Die (1987)
- Assassin — Interstellar Experience (1988)
- Tankard — The Morning After (1988)
- Turbo — Last Warrior (1988)
- Voivod — Dimension Hatross (1988)
- Vendetta — Brain Damage (1988)
- Calhoun Conquer — Lost in Oneself (1989)
- Nuclear Simphony — Lost in Wonderland (1989)
- Paradox — Heresy (1989)
- Grinder — The 1st EP (1990)
- Napalm — Zero to Black (1990)
- Secrecy — Art in Motion (1990)
- Grinder — Nothing Is Sacred (1991)
- Protector — A Shedding of Skin (1991)
- Depressive Age — First Depression (1992)
- End Amen — Your Last Orison (1992)
- Apocalypse — Faithless (1993)
- Saint Vitus — Die Healing (1995)
- Tankard — The Tankard (1995)
- Tankard — Disco Destroyer (1998)
- Tankard — Kings of Beer (2000)
- Fatal Embrace — Legions of Armageddon (2002)
- Fatal Embrace — Dark Pounding Steel (2006)
- Whiplash — Unborn Again (2009)
- Assassin — Breaking the Silence (2011)

### Звукоинженер
- Backwater — Imaginations from the Other Side (1984)
- Grave Digger — Nightfall in Middle-Earth (1984)
- Thunder — All I Want (1984)
- Backwater — Final Strike (1986)
- Sudden Death — All or Nothing (1987)
- Calhoun Conquer — Lost in Oneself (1989)
- Napalm — Zero to Black (1990)
- Therion — Lepaca Kliffoth (1995)